# Peter Nowalk
Peter Nowalk es un escritor y productor de televisión estadounidense.
Nowalk nació en Point Pleasant, Nueva Jersey , y asistió a la Universidad de Brown. Él coescribió el Manual de Asistentes de Hollywood, publicado por Workman Libros en 2008. Ese mismo año comenzó a trabajar en la serie de drama médico de Shonda Rhimes, Anatomía de Grey, en el cual continuó trabajando de escritor y más tarde editor ejecutivo y supervisor de producción. Él es también el coproductor ejecutivo de Scandal. Nowalk escribió el séptimo episodio de la tercera temporada de Scandal, en 2013, titulado "Everything's Coming Up Mellie".
Nowalk es el creador y productor ejecutivo de la serie de drama de ABC, How to Get Away with Murder producido por ShondaLand.

## Créditos
- Grey's Anatomy (2008-2013, escritor - 11 episodios, editor - 40 episodios, la supervisión de productor - 69 episodios)
- Scandal (2013-2018, el coproductor ejecutivo, escritor - en el Episodio "Everything's Coming Up Mellie")
- How to Get Away with Murder (2014–2020, productor ejecutivo, creador)